# Gradientenelektrophorese
Die Gradientenelektrophorese ist eine Variation der Gelelektrophorese bzw. SDS-PAGE, einer analytischen Methode der Biochemie zur Trennung von Proteinen in einem elektrischen Feld. Im Gegensatz zur Gelelektrophorese mit konstantem Polymeranteil weist das Gel einen graduell ansteigenden Acrylamidanteil auf, beispielsweise 4–12 %. Gele ohne Polyacrylamidgradienten werden meist mit 7, 10 oder 12 % Acrylamidanteil hergestellt. Der Prozentanteil eines Geles entscheidet über die optimal aufzutrennenden Molmassen. Die Gellösung wird mit einem Gradientenmischer hergestellt. Das Gel wird als Gradientengel oder Gradientengel mit transversen Poren bezeichnet.
Durch die Verwendung von Gradientengelen wird ein weiterer Trennbereich bezüglich der molaren Masse sehr heterogener Proteingemische erzielt. So lassen sich Proteingemische mit niedriger molarer Masse in 12-prozentigem Gel besser trennen, als in 4-prozentigem. Hochmolekulare Proteine zeigen schlechtere Trennungseigenschaften im 12-prozentigen Gel, diese werden besser in niedrigprozentigeren Gelen aufgetrennt. Ein Gradientengel stellt dabei einen Kompromiss dar, der eine Auftrennung von Proben mit kleinen und großen Proteinen ermöglicht. Die Färbung und Dokumentation erfolgt wie bei der SDS-PAGE.